# Apotolamprus cyanescens
Apotolamprus cyanescens là một loài bọ cánh cứng trong họ Bọ hung (Scarabaeidae).